# Kaple Nejsvětější Trojice na Bláhovce
Kaplička Nejsvětější Trojice na Bláhovce v Kuklenách byla postavena v roce 1840.

## Stavební popis
Nízký cihlový objekt čtvercového půdorysu s rovnou střechou s malým kovovým křížkem a vchodem na severní straně, který je krytý železnou mříží. Okolí je ohraničeno nízkým kovovým plůtkem.

## Historie
K její výstavbě nákladem Kateřiny Kundrtové došlo v roce 1840, kdy byl do ní umístěn obraz kuklenského malíře Antonína Bayera. Bohužel v prosinci téhož roku byl obraz i se dvěma mosaznými svícny ukraden, a tak byl obraz nový vymalován přímo na kámen, opět nákladem Kateřiny Kundrtové.
K zásadní rekonstrukci kapličky a jejímu vymalování došlo v roce 1912. K menším opravám došlo i v následujících letech, teprve příchod komunistů k moci v roce 1948 tuto tradici narušil, a tak kaplička postupně chátrala. Vnitřek je dnes vyzdoben devocionáliemi.